# 黒子 (サムライスピリッツ)
黒子（くろこ）は、SNK（SNKプレイモア）の対戦型格闘ゲーム『サムライスピリッツ』シリーズに登場する架空の人物。

## キャラクター設定
黒子は個人名ではなく、本来の意味での黒子である。黒装束に身を包み、紅白旗を持ち、『サムライスピリッツ』シリーズの裏方を担う存在である。ゲーム中は主に対戦する二者の間に立ち、攻撃に対する判定を行う審判役を務める。その他の仕事は敗者の死体運搬、武器破壊技で壊れた武器の再生および投入、ナレーションなどを担当している。
シリーズ二作目『真SAMURAI SPIRITS 覇王丸地獄変』（以下『真』と表記）では、対CPU戦で一定条件を満たすと突如乱入し、対戦を挑んでくる。以後の作品でも隠しキャラクターとして参戦することがある。
数多くいる黒子だが、その中の一人は花諷院和狆と旧知であり、かつて和狆と手を組んで羅将神ミヅキと戦ったことがある。このときのミヅキは霊体であったが、倒すことはできず、退散した。『真』の和狆のエンディングでは、和狆と会話をしている。『サムライスピリッツ 斬紅郎無双剣』（以下『斬紅郎無双剣』と表記）で対戦相手と全く同じ姿になれるコピー能力も披露している。五つ子の長男であり、次男の二郎、三男の三郎、四男の四郎、五男の五郎がおり、この兄弟も全員黒子で『サムライスピリッツ 天下一剣客伝』（以下『天下一剣客伝』と表記）の黒子の掛け合いで登場している。
黒子は人体の研究家であり、ツボや急所も知っている。審判時には敗者の死体運搬と敗者の死者蘇生をおこなう。
『真』の黒子のステージは、ヒマラヤの標高8848メートルの高地で背景に13人の黒子が正座で並ぶ。壁には人体の解剖図などの絵が掛けられている。天井の額には「REDRUM」（赤い羊）という英語が書かれているが、これを逆にすると「MURDER」（殺人）に変わる。『真』の開発陣も「もうあれはホラー映画のある部分を取ってきた遊びです。どこまであのステージにパロディがあるかを探してみて下さい」と述べている。
SNKの歴代キャラクターの中から『THE KING OF FIGHTERS '97』に出場するキャラクターを『ファミ通』、『ゲーメスト』、『ネオジオフリーク』の3誌の読者投票で決める企画が行われた際、『サムライスピリッツ』シリーズのキャラクターはゲームイメージなどを考慮して投票対象外とされた中、黒子のみ投票対象となった。

### 各作品の黒子
SAMURAI SPIRITS
審判役として登場。
ゲームボーイ移植版である『熱闘サムライスピリッツ』では隠しキャラクターとして参戦する。CPUとして登場する際のステージは演舞（ボーナスステージ）の流用。
オリジナルでストーリーが搭載されており、服部半蔵の戦いを見て憧れを抱いた黒子が自分も戦いに臨んだものの、半蔵の言葉を受けて審判としての役目が自分にとっては一番であると思い直す、というものとなっている。
真SAMURAI SPIRITS 覇王丸地獄変
審判役。その他に本来勝利メッセージが表示されるときに、たまに敗者を運搬中の黒子の呟き（もしくはぼやき）が入ることもある。
また、前述の通りプレイヤーに対戦を挑んでくる。家庭用移植版では隠しキャラクターとして使用可能。日本版の黒子の名前にモザイクが掛かっており、本来キャラクターの名前を読み上げるはずのボイスも「おや？」というものになっているが、体力ゲージの下には「KUROKO」と表記されている。
対戦キャラクターとしての黒子は、登場デモ・挑発・必殺技など演出のほぼ全てが他のSNKキャラクターが使用していたもののパロディとなっている。『真』の開発陣によると黒子に関しては最初からパロディの意識しかなかったが、ユーザーは思った以上に作品に登場するパーツにドラマ性なり世界観なりを求めており、「なぜ龍虎乱舞やタン・フー・ルーの撃放を打つんだ」という声が多かった旨を語っている。
いわゆる2Pカラーが存在しないように見えるが、ぬいぐるみ化の際に頭に付いた紐の色が1Pは橙、2Pは水色となる。
また最終ボスの羅将神ミヅキと同様に武器破壊技を受けても武器を破壊されることがなく、素手状態にならない。
サムライスピリッツ 斬紅郎無双剣
本作では審判役としては登場しないが、対CPU戦を進めるとプレイヤーに対戦を挑んでくる。ただし、前作と違って黒子の姿ではなく、そのときのプレイヤーキャラクターと同じ姿で戦う同キャラ対戦となる。その際の黒子の剣質について、修羅になるか羅刹になるかはランダムで決まる。この演出は『斬紅郎無双剣』のみ。なお、本作の黒子の構えは本作オリジナルで、紅白旗を所持していない。戦いの舞台は『真』のときのステージを簡素にしたもの。
ゲームボーイ移植版である『熱闘サムライスピリッツ 斬紅郎無双剣』では、黒子戦の際に「己の中の鬼」を倒せという旨の台詞が付け加えられた。
真説サムライスピリッツ 武士道烈伝
本作では黒服と赤服の2種類がいる。黒服は所々に点在するデータセーブ担当で、赤服は一定の料金を黒子に支払うことでパーティー全員の体力を全回復する。
SAMURAI SPIRITS 〜侍魂〜
隠しコマンドを入力することで、対2P戦のみで使用可能の隠しキャラクターとして登場する。この作品では旗は持たず、素手で戦うキャラクターになっている。
修羅と羅刹で使用技が変化せず、通常技の多くは同作における風間火月、必殺技の多くは同じく同作における服部半蔵（羅刹）がベースになっている。
サムライスピリッツ!2
最初から選択できるが、ゲーム開始時に剣質も含めランダムな別のキャラクターの姿になって戦うという、事実上のランダムセレクトになっている。
修羅を選択した場合は最初に選択されたキャラクターのまま（羅刹に固定される場合もある）、羅刹を選んだ場合は最初はランダムだが、次の試合以降は直前の試合で倒したキャラクターと同じ姿・剣質に変身して戦う。
サムライスピリッツ 天下一剣客伝
審判役として登場。
家庭用移植版では乱入および隠しキャラクターとして参戦する。性能は『真』がベースとなっているが、必殺技は一部を除いて一新されている。

## ゲーム上の特徴
前述のとおり、『真』においては条件を満たすことで対CPU戦時に突如乱入し、プレイヤーに戦いを挑んでくる。CPU黒子との戦いに敗れるとゲームオーバーとなる。
通常技はリーチが短いものの隙が小さく、必殺技の種類は非常に多彩であり、特に飛び道具が多彩。遠距離では複数ある飛び道具を連発することで相手の動きを封じることが可能。
CPU黒子のプレイヤーの行動に対する反応は非常に鋭く、また怒り頂点時にはガードしていると武器破壊必殺技の「黒子乱舞」および「黒子大乱舞」を連発して体力を削ってくる。
『真』のスタッフインタビューでは、特にCPUの黒子の強さに言及し「担当プランナーに『負けるな』という指示しか出していないので」と明かしている。
ネオジオ版、ネオジオCD版、および移植版でのみ、隠しコマンドを入力することで対2P戦でのみ使用可能。

## 技の解説

### 投げ技
烈千脚
『真』で使用する投げ技で、相手の体に無数の蹴りを叩き込んで吹き飛ばす。元は『餓狼伝説』（以下『餓狼』と表記）シリーズの登場人物タン・フー・ルーのコマンド投げ。
黒子昇連脚
『真』における対アースクェイクおよび黒子専用の投げ技。しゃがみ蹴りから立ち蹴りにつなげる連続攻撃。

### コンビネーション
いずれも『侍魂』で使用。基本技から派生する連続技。
黒子八極拳
「黒子八極拳・壱」「弐」「参」「四」「伍」「六」「七」「極（七から派生）」の8種類のルートがある。
顔砕き

踵切り

腹砕き
「腹顎砕き」、「腹顔砕き」、「腹脚砕き→総身砕き」のいずれかに派生する。
足刀双脚

### 必殺技
黒子八極弾
「黒子八極弾」とは、以下に紹介する8種類の飛び道具の総称。自分の顔の前で両腕を構え、両腕と腰を後ろに引いたのち、以下の8つの飛び道具のいずれかを前方に飛ばす共通動作である。
その内容は『真』と『天下一剣客伝』で異なる。飛び道具のヒット効果は（地上ヒット時のみ）のけぞり。種類によっては燃焼や感電を伴う。
『真』での黒子八極弾は以下の8つ。
虎煌拳
『龍虎の拳』（以下『龍虎』と表記）シリーズのリョウ・サカザキなど極限流空手の使い手の技。虎のオーラをかたどった気弾を前方へ飛ばす。
メガスマッシュ
『龍虎』シリーズのジョン・クローリーの技。彗星のように尾を引いた気弾を飛ばす。8つの中で弾速がもっとも速い。
ブリッツボール
『餓狼』シリーズのヴォルフガング・クラウザーの技。2個の炎の球を上下段同時に飛ばす。食らった相手は燃焼する。
2発同時にヒットしても、ダメージは1発分となる。
覇王翔吼拳
極限流空手の使い手の技。巨大な気弾を前方に打ち出す。「虎煌拳」よりも攻撃判定が大きく、弾速も早い飛び道具。唯一『天下一剣客伝』でも使用している。
斬鉄波
『龍虎の拳2』および『ザ・キング・オブ・ファイターズ』（以下『KOF』と表記）シリーズに登場する如月影二の技。三日月状の飛び道具を飛ばす。食らった相手は血を噴き出してのけぞる。弾速は速め。
センベイ手裏剣
『餓狼』シリーズの山田十平衛の技。大きな煎餅を2枚、上下段同時に投げる。弾速はほかの飛び道具に比べると遅め。
「ブリッツボール」と異なり、2発ヒットすれば与えるダメージも倍になる。
爆雷砲
『餓狼』シリーズのチン・シンザンの技。チンとは異なり、前方へ水平に飛んでいく。食らった相手は感電しながらのけぞる。弾速は8つの中でもっとも遅い。
ビーンボール
棘の付いた鉄球を前方へ飛ばす。食らった相手は血を噴き出してのけぞる。
黒子八極弾の中では、SNK他作品からのパロディではない唯一の飛び道具である。
『天下一剣客伝』では以下の9つ（内1つは一定条件による技の変化）を使用する。
黒子八極弾・一 闇払い
『KOF』シリーズに登場する草薙京や八神庵などの「百八式・闇払い」に相当する技。地を這う炎を飛ばし、ダウン中の相手にも当たるのが特徴。
炎の色は庵と同じ蒼だが、モーションは京とほぼ同じ。また、「重ね当て」と「とりぷるげいざぁ」の追加攻撃を除く『天下一剣客伝』における八極弾のモーションは、全て「闇払い」と同じになっている。
黒子八極弾・二 ぱわぁうぇいぶ
『餓狼』シリーズのテリー・ボガードの「パワーウェイブ」に相当する技。地を這う衝撃波を飛ばす。
黒子八極弾・三 重ね当て
『龍虎』に登場する藤堂竜白などの「重ね当て」に相当する技。相手の飛び道具を跳ね返す効果を持つ。
黒子八極弾・四 さいこぼぉる
『サイコソルジャー』および『KOF』シリーズに登場する麻宮アテナの「サイコボールアタック」に相当する技。前方へ球弾を飛ばす。
黒子八極弾・五 くろすかったぁ
『KOF』シリーズのハイデルンの「クロスカッター」に相当する技。技の発生が早い。
黒子八極弾・六 花蝶扇
『餓狼』シリーズの不知火舞の「花蝶扇」に相当する技。扇子を飛ばす。
黒子八極弾・七 覇王翔吼拳
『真』と同様だが、多段ヒットする。
黒子八極弾・八 ぱわぁげいざぁ
テリーの「パワーゲイザー」に相当する技。目の前に巨大な衝撃波を噴き出させる。
黒子八極弾・零 とりぷるげいざぁ
テリーの「トリプルゲイザー」に相当する技。「黒子八極弾」の一から七をすべて相手に当てると「ぱわぁげいざぁ」が変化する。

黒子 白旗陣
『真』で使用。前方に白旗を振り下ろし、青白い光の帯を発生させる。
この帯に攻撃判定はないが、相手の飛び道具を跳ね返す効果を持つ。
黒子 赤旗陣
『真』で使用。前方に赤旗を振り下ろし、黄色の光の帯を発生させる。
「白旗陣」よりも動作が遅いが、相手の飛び道具を跳ね返せるだけでなく攻撃判定も持っており、相手を直接攻撃することも可能。
黒子 爆舞腕
『真』で使用。相手の斬撃を食らった際にコマンドを入力すると、黒子の体が突然上下真っ二つになり、上半身が地面に落下する（ここまでの動作は「黒子 爆舞脚」と共通）。この一定時間後、黒子の上半身が火柱を上げて爆発し、下半身から本物の上半身が生えてくる。
黒子本体が行動可能になるまで無敵状態となるが、投げられ判定は残っている。また、黒子の体が真っ二つになっても、相手は必ず本体のほうを向くため、この技の性能を知っている相手に対しては幻惑能力は持たない。
黒子 爆舞脚
『真』で使用。相手の斬撃を食らった際にコマンドを入力すると、黒子の体が突然上下真っ二つになり、上半身が地面に落下する（ここまでの動作は「黒子 爆舞腕」と共通）。この一定時間後、黒子の下半身が火柱を上げて爆発し、上半身から本物の下半身が生えてくる。
「爆舞腕」との違いは、黒子の上半身が地面に落ちた時点から無敵時間がなくなる点である。
黒子絡旗撃
『真』で使用。旗の先端を鎖で伸ばして相手を捕まえ、ダメージを与えつつ黒子側に引き込む。
ヒット時は相手を必ず気絶させるが、相手側もレバガチャ入力することで気絶時間の短縮を図れる。
伸ばした旗の先端が飛び道具を掻き消す効果を持つなど、不知火幻庵の「爪つまみ」、花諷院和狆の「縛鎖杖撃」と同じ性質を持つ。
黒子撃放
『真』で使用。タン・フー・ルーの「撃放」に相当する技で、その場で大きく気を高めるとともに、体から巨大な人型の衝撃波を噴き出す。
衝撃波は最大で2回までヒットし、最大で9回まで体力を削ることが可能。ヒット効果はのけぞりだが、攻撃判定が出現した瞬間のみ斬り攻撃同様の判定となり、相手が血を噴き出したり背景オブジェクトの切断が発生する。
黒子 偽刃投
『真』で使用。鍔競り合いで相手の武器を弾き飛ばす際に、偽物の武器も同時に飛ばす。相手が偽物を拾うと手が空を切り、偽物は消える。
なお、どこに武器が落ちるか、どちらが本物かといった結果は全てランダムに決定される。
黒子じぇのさいどかったぁ
『天下一剣客伝』で使用。『KOF』シリーズのルガール・バーンシュタインの「ジェノサイドカッター」に相当する技で、「チェストー」と叫びながら、垂直に跳び上がり左右の脚で交互に3回円弧を描くように蹴りを繰り出す。
黒子れっぐとまほーく
『天下一剣客伝』で使用。ヴォルフガング・クラウザーの「レッグトマホーク」に相当する技で、飛びかかりながら蹴り技による一撃を放つ。
黒子真空投げ
『天下一剣客伝』で使用。『餓狼』シリーズに登場するギース・ハワードやロック・ハワードの「真空投げ」に相当する技で、相手を瞬時に高く投げ飛ばす。
黒子真空投げ（羅刹）
『天下一剣客伝』で使用。ロック・ハワードの「羅刹」に相当する技。「真空投げ」を決めて、吹き飛び落下中の相手に気を纏った旗を振り下ろして吹き飛ばす。

旋風旗
ゲームボーイ版『熱闘サムライスピリッツ』で使用。2本の旗を連結させて投げる飛び道具。
射程は短めで、投げられた旗はそのまま地面に落下するため、発動後は素手になってしまう。
裏方様
ゲームボーイ版『熱闘サムライスピリッツ』で使用。旗を掲げ、2体に分身する。
半蔵の「忍法 影分身」やガルフォードの「シャドーコピー」のような技で、ボタンによって本体の位置を右側にするか左側にするか決めることができる。
罰
『侍魂』で使用。同作の服部半蔵（羅刹）の投げ技。
相手の片腕を掴み、側頭部に肘打ちを叩き込んでから肘を極める上段投げ。半蔵とは違い派生技は存在しない。
雷
『侍魂』で使用。同作の服部半蔵（羅刹）の投げ技。
相手の片腕を掴み、背負い投げのように投げ飛ばす上段投げ。半蔵とは違い派生技は存在しない。
砕
『侍魂』で使用。同作の服部半蔵（羅刹）の投げ技。
相手の片腕を掴み、飛び付き十字固めで肘を極める上段投げ。
麟
『侍魂』で使用。同作の服部半蔵（羅刹）の投げ技。
相手の片腕を掴んで膝蹴りを叩き込み、さらにそのまま引き倒し肩を極める下段投げ。半蔵とは違い派生技は存在しない。
雹
『侍魂』で使用。同作の服部半蔵（羅刹）の投げ技。
相手を跳び越えつつ、頭を掴んで首を捻って崩れ落ちさせる下段投げ。
霞
『侍魂』で使用。同作の服部半蔵（羅刹）の投げ技。
相手が立ち・しゃがみにかかわらず決められる。相手の首元に跳び付き、首を捻る。
上段当て身
『侍魂』で使用。同作の服部半蔵（羅刹）の技で、相手の上段攻撃を受け止める技。
半蔵とは違い派生技は存在せず、成立時は相手の攻撃を受け止めてから後述の「落（もず落とし）」で投げ、着地後に背伸びして挑発するような動作をする。
中段当て身
『侍魂』で使用。同作の服部半蔵（羅刹）の技で、相手の中段攻撃を受け止める技。
中段当て身〜転
何も入力しないとこれになる。相手を転ばせる、半蔵の通常版に相当する投げ技。
中段当て身〜落
服部半蔵（羅刹）の派生版「もず落とし」に相当する投げ技。
中段当て身〜罰
「罰」につなげる。
中段当て身〜雷
「雷」につなげる。

蜘蛛走り
『侍魂』で使用。同作の服部半蔵（羅刹）の「忍法 蜘蛛走り」に相当する技で、低い姿勢で前方に移動する技。
半蔵とは違いキャンセルから出せる。
巴投げ
『侍魂』で使用。同作の柳生磐馬（修羅）の投げ技。

### 武器破壊必殺技
黒子乱舞
『真』での武器破壊必殺技の1つ。
『餓狼』シリーズのキム・カッファンの超必殺技「鳳凰脚」と同じ構えで前方へ突進、食らった相手に13発の打撃と斬撃を与えたのち、電撃を込めたアッパーカットで止めを刺すという、「龍虎乱舞」に近い構成。
乱舞の途中で「白旗陣」を決めるが、この「白旗陣」は「黒子乱舞」（および「黒子大乱舞」）中のみ斬り技となる。
黒子大乱舞
『真』での武器破壊必殺技の1つで、「黒子乱舞」を強化した技。
13回の連続攻撃を当てた直後に1度息を切らして小休止、もう1セット13回の連続攻撃を加えてから、「黒子乱舞」と同じく電撃を込めたアッパーカットで止めを刺す。
黒子が小休止しているあいだ、相手は気絶しているが、気絶状態から立ち直ることはできない。
「黒子乱舞」と比較すると、連続攻撃部分のダメージはそのままにヒット数がほぼ倍増している。そのため、他のキャラクターの武器破壊必殺技を大きく上回る威力を持つ。

### 武器飛ばし必殺技
黒子八稚女
『天下一剣客伝』での武器飛ばし必殺技、もしくは武器破壊必殺技の1つ。
『KOF』シリーズの八神庵の「禁千弐百拾壱式・八稚女」に相当する技で、低い姿勢で突進、食らった相手に乱舞攻撃を繰り出し、とどめに炎を浴びせる。
黒子豺華
同じく八神庵の「裏参百拾六式・豺華」に相当する技。「黒子八稚女」の追加攻撃で、炎の柱を生み出して追撃する。

黒子乱舞・序、黒子乱舞・破、黒子乱舞・急
『天下一剣客伝』での武器飛ばし必殺技、もしくは武器破壊必殺技の1つ。
空中から前方へ突進、食らった相手に乱舞攻撃を繰り出す。「黒子大乱舞」と同じく途中で息を切らして小休止し、その小休止中に追加コマンドを入力することで「序」「破」「急」と派生していく。
追加コマンドの受付時間は長く設定されているが、「急」まで入力しないとダメージは与えられず、武器も飛ばせない（もしくは破壊できない）。

### 秘奥義
黒子大蛇薙
『天下一剣客伝』での秘奥義。
草薙京および、その父親の草薙柴舟の「裏百八式・大蛇薙」に相当する技で、両手から巨大な炎を発する。
黒子まっくす大蛇薙
『天下一剣客伝』での秘奥義。上記のパワーMAX版に相当する技。
「黒子八極弾」の一から七をすべて相手に当てると「黒子大蛇薙」が変化する。

黒子流もず落とし
『侍魂』での秘奥義。
同作の服部半蔵（羅刹）の「真 もず落とし」に相当する投げ技。

## キャスト
- 臼井雅基（初代、『斬紅郎無双剣』）
- 矢野栄路（現・や乃えいじ）（『真』・審判時[4]、グランブルーファンタジー）
- 西村寿一（『真』・対戦時[4]）
- 南かおり（侍魂）
- 佐藤巧（『天下一剣客伝』）
- 中博史（『SAMURAI SPIRITS (2019)』）
- 中西正樹（『侍魂オンライン-朧月伝-』）

## 関連人物
- 千両狂死郎 - 舞台役者仲間
- 花諷院和狆 - 旧友
- 羅将神ミヅキ - 因縁、かつて和狆共々戦いを挑むも敗北
- 徳川慶寅 - 御前試合開催者、『天下一剣客伝』の御前試合の裏方のサポートを依頼される、『零SPECIAL完全版』では依頼主の慶寅共々御前試合の準備をする